# Новгород-Сіверський район
Новгород-Сіверський райо́н (Новгород-Сіверщина) — район в Україні, у північно-східній частині Чернігівської області і межує з Сумською областю та Російською Федерацією та був утворений під час адміністративно-територіальної реформи в Україні 2020 року. Адміністративний центр — місто Новгород-Сіверський. 
До складу району входять 4 територіальні громади.

## Історія
Новгород-Сіверський район утворено 19 липня 2020 року згідно із Постановою Верховної Ради України № 807-IX від 17 липня 2020 року в рамках Адміністративно-територіальної реформи в Україні. До його складу увійшли: Новгород-Сіверська, Семенівська міські та  Коропська і Понорницька селищні територіальні громади. Перші вибори Новгород-Сіверської районної ради відбулися 25 жовтня 2020 року.
Раніше територія району входила до складу ліквідованих в той же час Новгород-Сіверського (1923—2020), Коропського та майже всього Семенівського районів та міста обласного підпорядкування Новгород-Сіверський, з територією підпорядкованою міській раді, Чернігівської області.